# قائمة بعلاجات السرطان غير المثبتة أو المفندة
هذه قائمة غير حصرية للعلاجات البديلة التي تم الترويج لها لعلاج أو الوقاية من السرطان لدى البشر ولكنها تفتقر إلى الأدلة العلمية والطبية على الفعالية. وفي في كثير من الحالات، هناك أدلة علمية على أن العلاجات المزعومة ليست فعالة. على عكس علاجات السرطان المقبولة، يتم تجاهل أو تجنب العلاجات التي تفتقر إلى أدلة على الفعالية بشكل عام من قبل المجتمع الطبي وغالباً ما تكون علمية زائفة.

## النظم الصحية البديلة

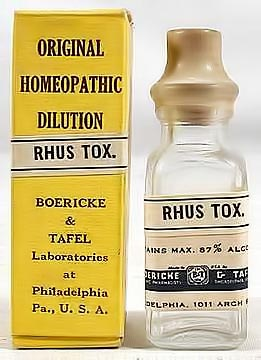
العلاجات المثلية - غير فعال لعلاج السرطان

- العلاج العطري   - استخدام مواد عطرية، مثل الزيوت العطرية، إيمانا منها بأن شمها سيؤثر بشكل إيجابي على الصحة. هناك بعض الدلائل على أن العلاج بالروائح يحسن الحالة العامة، ولكن تم تعزيزه أيضًا لقدرته على مكافحة الأمراض، بما في ذلك السرطان. تقول جمعية السرطان الأمريكية «الأدلة العلمية المتاحة لا تدعم الادعاءات بأن العلاج بالروائح فعال في منع أو علاج السرطان».[2]
- الطب الايورفيدا   - نظام الطب التقليدي الذي يبلغ عمره 5000 عام والذي نشأ في شبه القارة الهندية. وفقًا لأبحاث السرطان في المملكة المتحدة «لا يوجد دليل علمي يثبت أن دواء الأيورفيدا يمكن أن يعالج أو يشفي من السرطان أو أي مرض آخر».[3]
- الطب الألماني الجديد   - نظام طبي شهير ابتكره ريك جيرد هامر (1935-2017)، حيث يُنظر إلى جميع الأمراض على أنها ناتجة عن صدمة عاطفية ويعتبر الطب السائد مؤامرة من قبل اليهود. لا يوجد دليل لدعم ادعاءاته ولا يوجد سبب بيولوجي للعمل.[4]
- علاج السرطان اليوناني   - علاج سرطان مفترض ابتكره وروج له عالم الأحياء الدقيقة هاريتون وكان يتألف من الحقن في الوريد للسائل.[5] ولخصت جمعية السرطان الأمريكية إلى أنه «لا يوجد دليل على أن أي جانب من جوانب الاختبار التشخيصي أو العلاج... فعال في علاج السرطان». بالإضافة إلى أنهم يذكرون «ولا يوجد أي دليل على أن.. الحقن في الوريد آمنة».[6]
- أعشاب طبية   - نهج كامل الجسم لتعزيز الصحة، حيث يتم اشتقاق المواد من نباتات كاملة حتى لا تزعج ما يعتقده المعالجون بالأعشاب هو الكيمياء الدقيقة للنبات ككل.[7] وفقًا لـبحث السرطان في المملكة المتحدة، «لا يوجد حاليًا دليل قوي من دراسات أجريت على الأشخاص على أن العلاجات العشبية يمكن أن تعالج السرطان أو تقيه أو تشفيه».
- الطب الشمولي   - مصطلح عام لمقاربة الطب التي تشمل الجوانب العقلية والروحية، والتي تتجلى في طرق متنوعة تكميلية وبديلة. وفقًا لجمعية السرطان الأمريكية، «لا تدعم الأدلة العلمية المتاحة الادعاءات التي تفيد بأن هذه الطرق التكميلية والبديلة، عند استخدامها بدون الطب العام أو الطب التقليدي، فعالة في علاج السرطان أو أي مرض آخر».[8]
- علاج بالمواد الطبيعية   - نظام دوائي كاذب يعتمد على المواد المخففة للغاية. ويشجع بعض المؤيدين المعالجة المثلية كعلاج للسرطان. ومع ذلك، وفقًا لجمعية السرطان الأمريكية «لا يوجد دليل موثوق به يوضح أن العلاجات المثلية يمكن أن تعالج السرطان لدى البشر».[9]
- الشفاء الأمريكي الأصلي   - الأشكال الشامانية للطب التي يمارسها تقليديًا بعض الشعوب الأمريكية الأصلية والتي يُزعم أنها قادرة على علاج الأمراض البشرية، بما في ذلك السرطان. وتقول جمعية السرطان الأمريكية أنه في حين أن جوانبها المجتمعية الداعمة قد تحسن الرفاهية العامة، «لا تدعم الأدلة العلمية المتاحة الادعاءات القائلة بأن الشفاء الأمريكي الأصلي يمكن أن يعالج السرطان أو أي مرض آخر».[10]
- العلاج الطبيعي   - نظام الطب البديل القائم على الإيمان بقوى الطاقة في الجسم وتجنب الطب التقليدي؛ ويتم الترويج له كعلاج للسرطان والأمراض الأخرى. وفقًا لجمعية السرطان الأمريكية، «لا تدعم الأدلة العلمية الادعاءات القائلة بأن دواء العلاج الطبيعي يمكن أن يعالج السرطان أو أي مرض آخر».[11]

## القائم على النظام الغذائي
- النظام الغذائي القلوي   - نظام غذائي مقيد للأطعمة غير الحمضية، مثل تلك التي اقترحها إدغار كايس (1877-1945)، [12] استنادًا إلى الادعاء بأن ذلك سيؤثر على درجة الحموضة في الجسم بشكل عام، مما يقلل من خطر الإصابة بأمراض القلب والسرطان. وفقا لجمعية السرطان الكندية، «لا يوجد دليل لدعم أي من هذه الادعاءات.» [13]
- حمية بروس   - نظام غذائي قائم على عصير الخضار والشاي ابتكره رودولف بروس (1899-1990)، زعم أنه يمكن أن يعالج السرطان. قال الأطباء أنه، مثل «حمية سرطان أخرى»، ولا يوجد دليل على الفعالية وبعض مخاطر الضرر.[14]
- بروتوكول جوانا بودويغ (أو حمية بودويغ)   - نظام غذائي «مضاد للسرطان» تم تطويره في الخمسينات من قبل جوانا بودويغ (1908-2003). النظام الغذائي غني بزيت بذور الكتان الممزوج بالجبن، ويؤكد على الوجبات الغنية بالفواكه والخضروات والألياف. يتجنب السكر والدهون الحيوانية وزيت السلطة واللحوم والزبدة وخاصة السمن. وتقول مؤسسة أبحاث السرطان في المملكة المتحدة: «لا يوجد دليل موثوق يُثبت أن حمية بودويغ تساعد المصابين بالسرطان».[15]
- الصيام والصوم المتقطع   - عدم الأكل أو الشرب لفترة   - ممارسة تم ادعاؤها بعض ممارسي الطب البديل أنها تساعد في مكافحة السرطان، ربما عن طريق الأورام «الجائعة». ومع ذلك، وفقًا لجمعية السرطان الأمريكية، «لا تدعم الأدلة العلمية المتاحة الادعاءات بأن الصيام فعال في الوقاية من السرطان أو علاجه في البشر».[16] توصلت الجمعيات المهنية في فرنسا والمملكة المتحدة إلى استنتاجات مماثلة.[17][18][19]
- حمية «الحمدلله»   - نظام غذائي «كتابي» مقيد يعتمد على الطعام النيئ، يدعي مخترعه أنه عالج سرطانه. كتب ستيفن باريت على موقع كويكووتش «على الرغم من أن الأنظمة الغذائية قليلة الدهون والألياف يمكن أن تكون صحية، فإن نظام «الحمدلله» الغذائي غير متوازن ويمكن أن يؤدي إلى أوجه قصور خطيرة».[20]
- حمية كوسمين   - نظام غذائي مقيد ابتكرته كاثرين كوسمين (1904-1992) ركز على الفواكه والخضروات والحبوب والبقول واستخدام مكملات الفيتامينات. لا يوجد دليل على أن النظام الغذائي علاج فعال للسرطان.[21]
- النظام الغذائي النباتي   - نظام غذائي مقيد يعتمد على الحبوب والأطعمة غير المكررة، ويروج لها البعض كعلاج وقائي وعلاج للسرطان.[22] تقول مؤسسة أبحاث السرطان في المملكة المتحدة: «نحن لا ندعم استخدام الأنظمة الغذائية المكبرة للمصابين بالسرطان».[23]
- حمية مكدوجال   - نظام غذائي نباتي مقيد قليل الدهون يعتمد على النشا ابتكره جون أ. ماكدوجال. النظام الغذائي قليل الدهون، غني بالألياف ولا يحتوي على الكوليسترول. قام ماكدوغال بالترويج للنظام الغذائي كعلاج بديل لعدد من الاضطرابات المزمنة، بما في ذلك السرطان.[24] ومع ذلك، لا يوجد دليل علمي على أن نظام ماكدوجال الغذائي فعال.[25][26][27]
- العلاج مورمان   - نظام غذائي مقيد للغاية ابتكره كورنيليس مورمان (1893–1988). فعاليته مدعومة بقصة أو طرفة فقط   - لا يوجد دليل على قيمتها في علاج السرطان.[28]
- سوبرفوود   - مصطلح تسويقي يطبق على أغذية معينة ذات خصائص صحية مفترضة. تشير أبحاث السرطان في المملكة المتحدة إلى أن الأطعمة الخارقة يتم الترويج لها غالبًا على أنها تمتلك القدرة على الوقاية من الأمراض أو علاجها، بما في ذلك السرطان؛ ويحذرون من أن «اتباع نظام غذائي صحي ومتوازن ومتنوع يمكن أن يساعد في الحد من خطر الإصابة بالسرطان، ولكن من غير المحتمل أن يحدث أي طعام فردي فرقًا كبيرًا بمفرده.» [29]

## الكهرومغناطيسية والطاقة

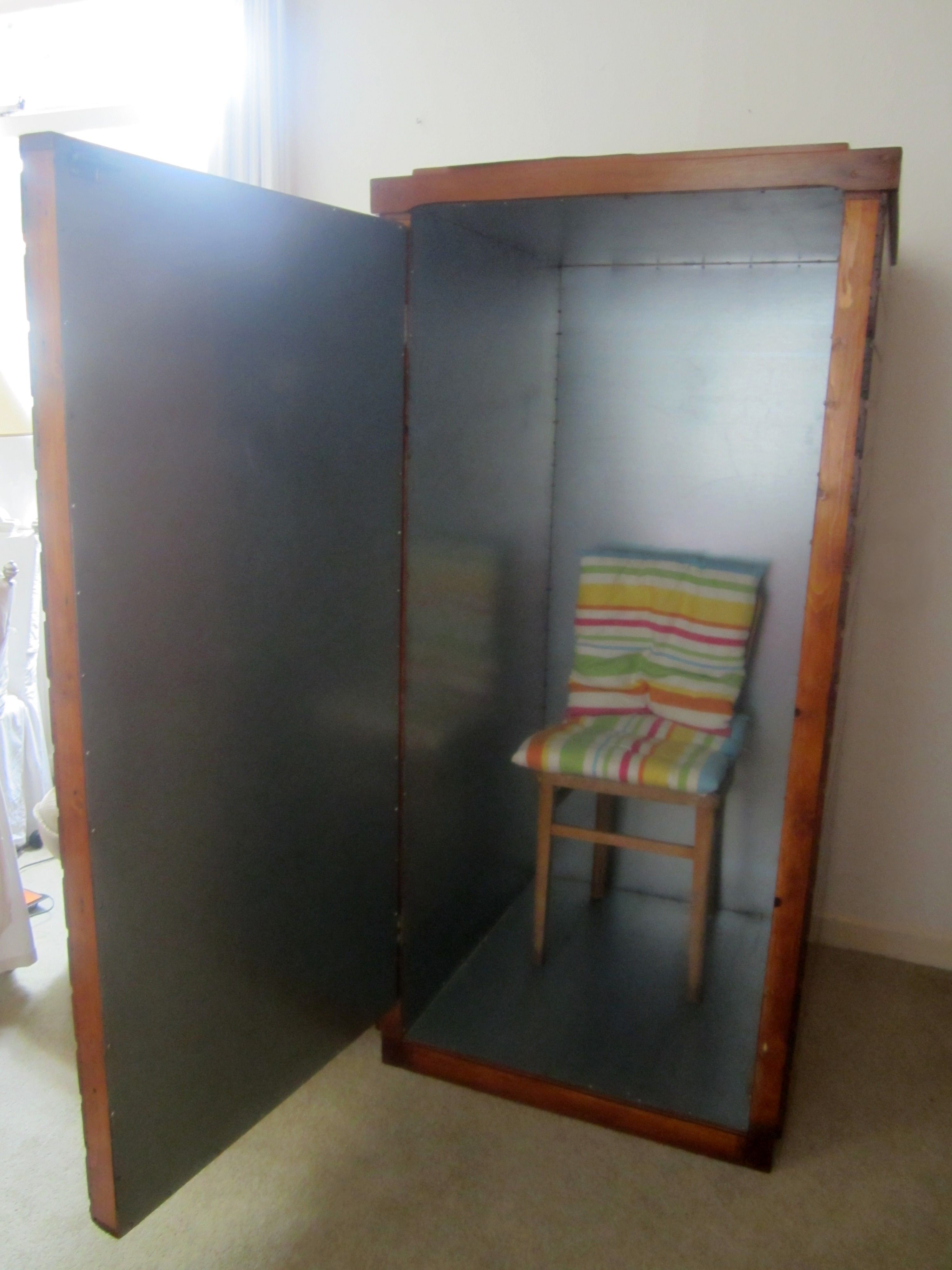
تراكم الأوريجان - الهدف من الجلوس فيها هو تجربة تأثيرات الأورغون ، وهي قوة طاقة اقترحها فيلهلم رايش

- Bioresonance therapy – diagnosis and therapy delivered by attaching an electrical device to the patient, on the basis that cancer cells emit certain electromagnetic oscillations. The Memorial Sloan Kettering Cancer Center says that such claims are not supported by any evidence and note that the US Food and Drug Administration has prosecuted many sellers of such devices.[30]
- Electrohomeopathy (or Mattei cancer cure) – a treatment devised by Count Cesare Mattei (1809–1896), who proposed that different "colors" of electricity could be used to treat cancer. Popular in the late nineteenth century, electrohomeopathy has been described as "utter idiocy".[31]
- Electro Physiological Feedback Xrroid – an electronic device promoted as being capable of diagnosing and treating cancer and a host of other ailments. However, according to Quackwatch: "The Quantum Xrroid device is claimed to balance 'bio-energetic' forces that the scientific community does not recognize as real. It mainly reflects skin resistance (how easily low-voltage electric currents from the device pass through the skin), which is not related to the body's health."[32]
- Light therapy – the use of light to treat medical conditions. According to the American Cancer Society, alternative approaches – such as chromotherapy or the use of light boxes – have not been shown to be effective for cancer treatment.[33]
- Magnetic therapy – the practice of placing magnets on and around the body in order to treat illness. Although this has been promoted as a treatment for cancer and other diseases, the American Cancer Society says, "available scientific evidence does not support these claims".[34]
- Orgone – a type of life force proposed to exist by Wilhelm Reich (1897–1957) which he claimed could be harnessed to cure diseases, including cancer, perhaps by sitting inside an "orgone accumulator" – a cupboard-like box with metal and organic linings. Quackwatch comments that scientists investigating Reich's ideas have been "unable to find the slightest evidence in Reich's data or elsewhere that such a thing as orgone exists".[35]
- Polarity therapy – a type of energy medicine based on the idea that the positive or negative charge of a person's electromagnetic field affects their health. Although it is promoted as effective for curing a number of human ailments, including cancer, the American Cancer Society says "available scientific evidence does not support claims that polarity therapy is effective in treating cancer or any other disease".[36]
- Rife Frequency Generator – an electronic device purported to cure cancer by transmitting radio waves. Cancer Research UK state, "there is no evidence to show that the Rife machine does what its supporters say it does".[37]
- Therapeutic Touch (or TT) – contrary to its name, a technique that does not usually involve touching; rather, a practitioner holds their hands close to a patient to affect the "energy" in their body. According to the American Cancer Society, "available scientific evidence does not support any claims that TT can cure cancer or other diseases".[38]
- Zoetron therapy – therapy based around a large electromagnetic device that emitted a weak field which, it was claimed, could kill cancer cells. Patients were charged US$15,000 up-front for treatment in Mexican clinics. In 2005 criminal charges were brought against the owners of the company making the device for their claims of its worth.[39] Quackwatch says: "there is no scientific evidence or reason to believe that exposure to weak magnetic fields will kill any cells".[40]

## الهجين

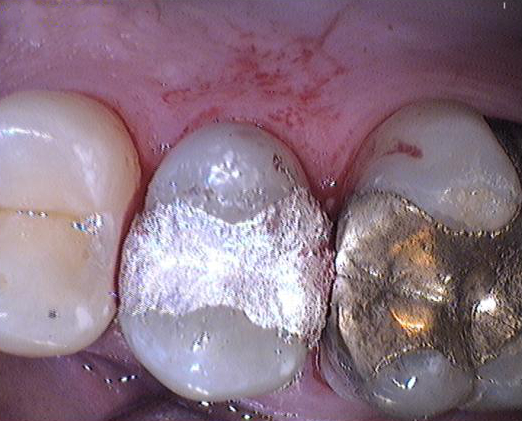
في معالجة Issels تتم إزالة جميع الحشوات المعدنية من الأسنان

- علاج كلارك لجميع أنواع السرطان"   - نظام الطب البديل الذي روجت له هولدا ريغير كلارك (1928-2009)، الذي ادعى (قبل وفاتها من السرطان) أنه يمكن أن يشفي جميع الأمراض البشرية، بما في ذلك جميع أنواع السرطان. واستند النظام إلى الاعتقاد بأن المرض ناجم عن «الطفيليات»، وشمل العلاجات العشبية، والعلاج بالاستخلاب، واستخدام الأجهزة الإلكترونية. تصف كويكووتش مفاهيمها بأنها «سخيفة».[41]
- علاج كونتريراس   - العلاج المقدم في مستشفى واحة الأمل في تيخوانا بالمكسيك والذي يتضمن عددًا من العلاجات غير الفعالة بما في ذلك استخدام أميغدالين والعلاج الأيضي. يسرد مركز ميموريال سلون كيترينج للسرطان «علاج كونتريراس» بجانب العلاجات الأخرى «التي لا تظهر أي دليل على الفعالية».[42]
- علاج جيرسون   - نظام غذائي في الغالب، يعتمد بشكل عام على: الحد من الملح والبروتين والأطعمة الأخرى؛ تناول كميات كبيرة من الفاكهة والخضروات عن طريق العصير؛ زيادة تناول البوتاسيوم واليود. واستخدام الحقن الشرجية. وفقًا لـ بحث السرطان في المملكة المتحدة، «لا تدعم الأدلة العلمية المتاحة أي ادعاءات بأن علاج جيرسون يمكن أن يعالج السرطان [. . . يمكن أن يكون علاج جيرسون ضارًا جدًا بصحتك.» [43]
- بروتوكول غونزاليس   - نظام علاجي ابتكره نيكولاس جونزاليس (1947-2015) على أساس علاج جيرسون. وفقًا لمركز ميموريال سلون كيترينج للسرطان، يعد العلاج نوعًا من العلاج الأيضي الذي لا يظهر «أي دليل على الفعالية».
- علاج هوكسي   - علاج يتكون من معجون عشبي كاوي للسرطانات الخارجية أو خليط عشبي للسرطانات «الداخلية»، إلى جانب الملينات والدوش ومكملات الفيتامين والتغيرات الغذائية. ولم تجد مراجعة مركز ميموريال سلون كيترينج للسرطان أي دليل على أن علاج هوكسي كان فعالا كعلاج للسرطان.[44]
- صد العلاج   - نظام يوصى باستخدامه إلى جانب العلاج التقليدي. يتطلب إزالة الحشوات المعدنية من فم المريض، والالتزام بنظام غذائي مقيد. حالة أبحاث السرطان في المملكة المتحدة: «لا يوجد دليل علمي أو طبي لدعم المزاعم التي قدمها موقع ايسلس».[45]
- علاج كيلي   - نظام علاجي ابتكره ويليام دونالد كيلي (1925-2005) على أساس علاج جيرسون، مع ميزات إضافية بما في ذلك الصلاة والتلاعب في تقويم العظام. اشتهر ستيف ماكوين بثلاثة أشهر قبل وفاته. وفقًا لمركز ميموريال سلون كيترينج للسرطان، يعتبر علاج كيلي نوعًا من العلاج الأيضي الذي لا يظهر «أي دليل على الفعالية».
- تحليل الدم الحي   - في الطب البديل، ممارسة فحص عينات الدم تحت مجهر عالي القدرة، مدعيا أن هذا يمكن أن يكشف ويتنبأ بالسرطان والأمراض الأخرى، مما يؤدي إلى وصفة من المكملات الغذائية التي من المفترض أن تعمل كعلاج. وتم رفض هذه الممارسة على أنها دجل من قبل مهنة الطب.[46]
- علاج ليفينغستون ويلر   - نظام علاجي يتضمن نظامًا غذائيًا مقيدًا وأدوية متنوعة وعلاجًا واستخدام الحقن الشرجية. وفقًا لجمعية السرطان الأمريكية، «لا تدعم الأدلة العلمية المتاحة الادعاءات بأن علاج ليفينغستون-ويلر كان فعالًا في علاج السرطان أو أي مرض آخر».[47]
- برنامج لورين داي 10 خطوات   - نظام ابتكرته لورين داي يعتمد على نظام غذائي مقيد والتغيرات السلوكية، مثل التخلي عن العمل والتوقف عن مشاهدة التلفزيون. كتب ستيفن باريت في كويكووتش، «في رأيي، نصيحتها غير جديرة بالثقة وخطيرة بشكل خاص للأشخاص المصابين بالسرطان».[48]
- العلاجات الأيضية   - مصطلح شامل لأنظمة «إزالة السموم» القائمة على النظام الغذائي والحقنة الشرجية، مثل علاج غيرسون، الذي يتم الترويج له لعلاج السرطان وأمراض أخرى. يذكر مركز ميموريال سلون كيترينج للسرطان: «المراجعات بأثر رجعي للعلاجات جيرسون، كيلي، وكونتريراس لا تظهر أي دليل على الفعالية.» [42]
- العلاج بالنيبر   - نظام ابتكره هانز ألفريد نيبر (1928-1998) اعتمد على تناول مجموعة متنوعة من المواد، بما في ذلك أميغدالين والفيتامينات، والتي ادعى نيبر أنها يمكن أن تعالج مجموعة متنوعة من الأمراض الخطيرة، بما في ذلك السرطان. كانت طريقته الغير موثوقة على أنها غير فعالة وغير آمنة.[49]

## البحث القائم على النبات والفطريات

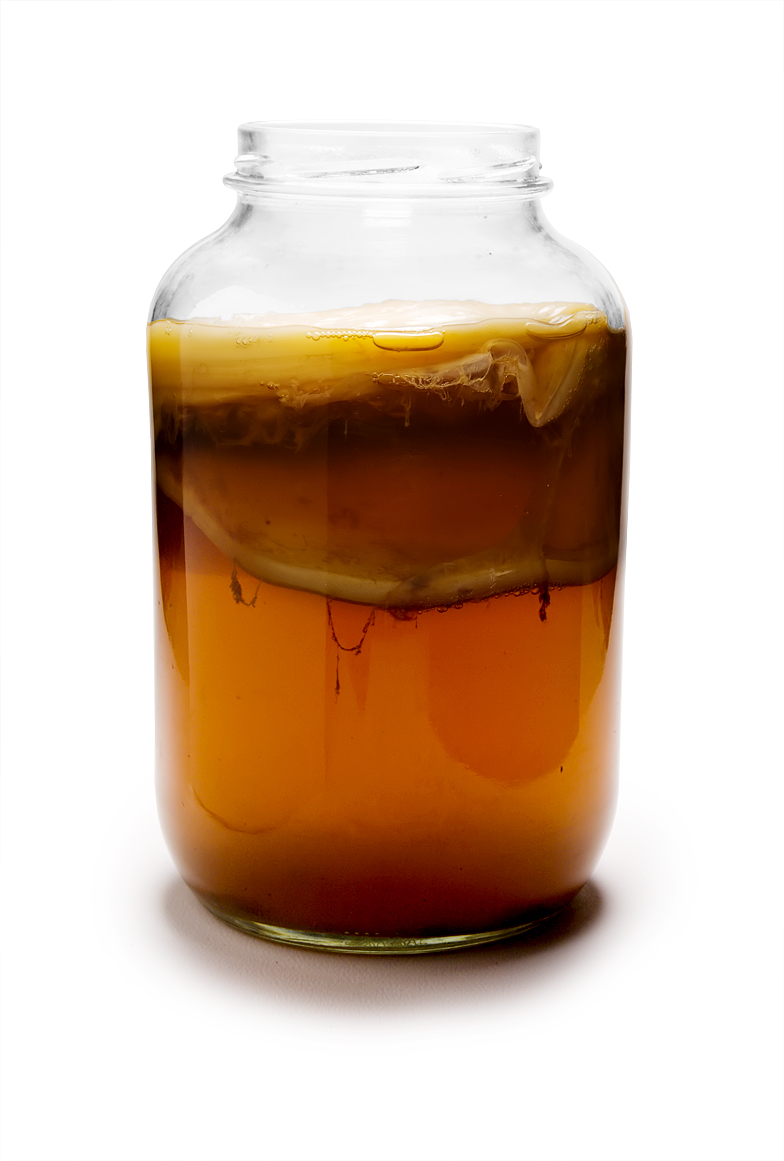
كومبوتشا - الشاي المخمر الذي يتم الترويج له على أنه "علاج الكل"

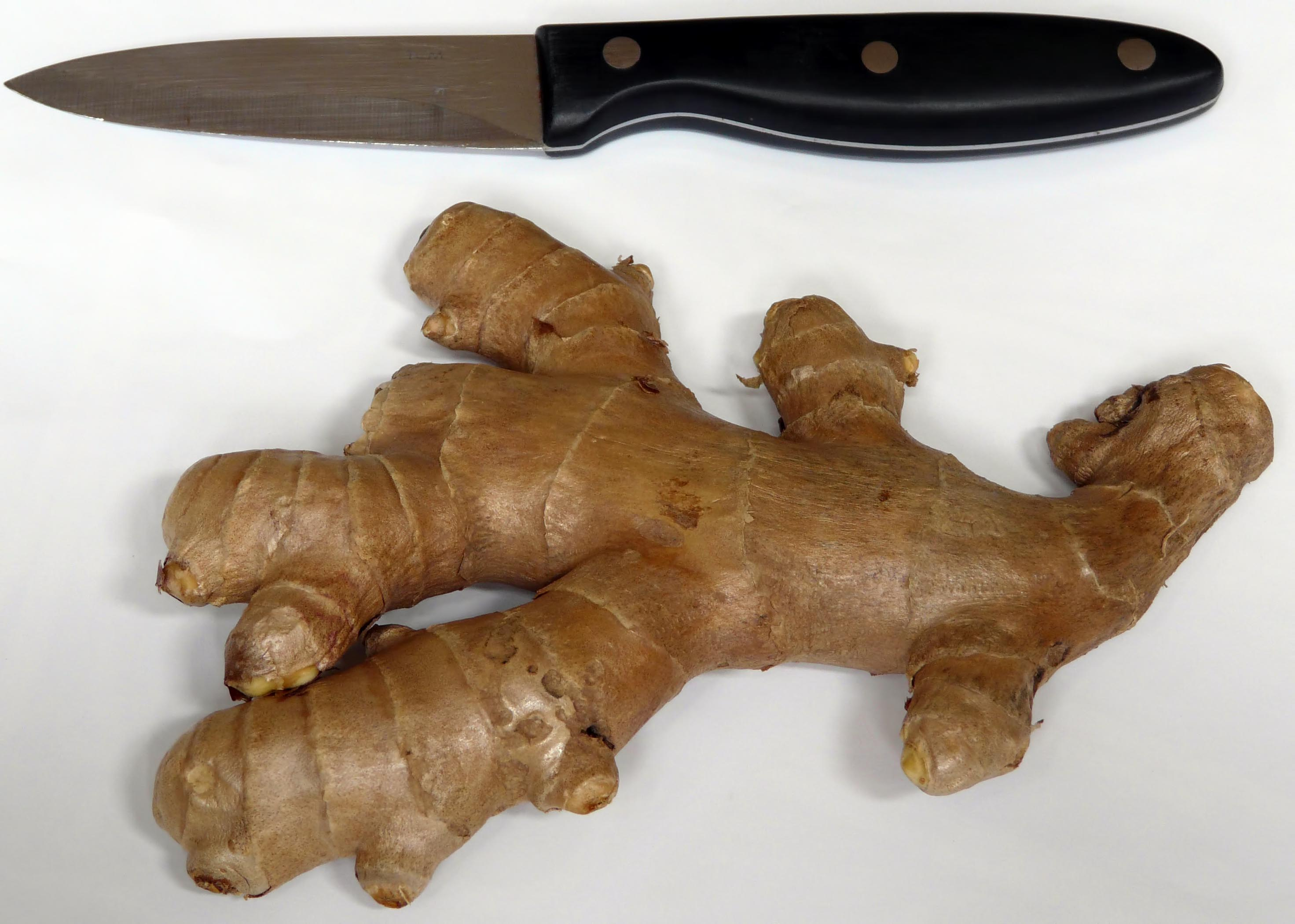
زنجبيل - يتم الترويج لها لوقف نمو الورم؛ الأدلة غير متوفرة

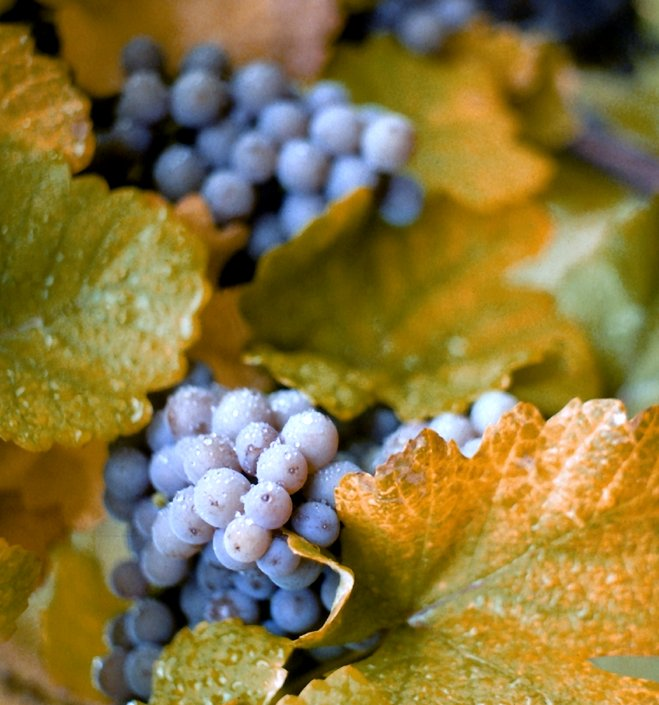
العنب - هناك القليل من الأدلة على أن تناولها يمكن أن يساعد في منع أو علاج السرطان.

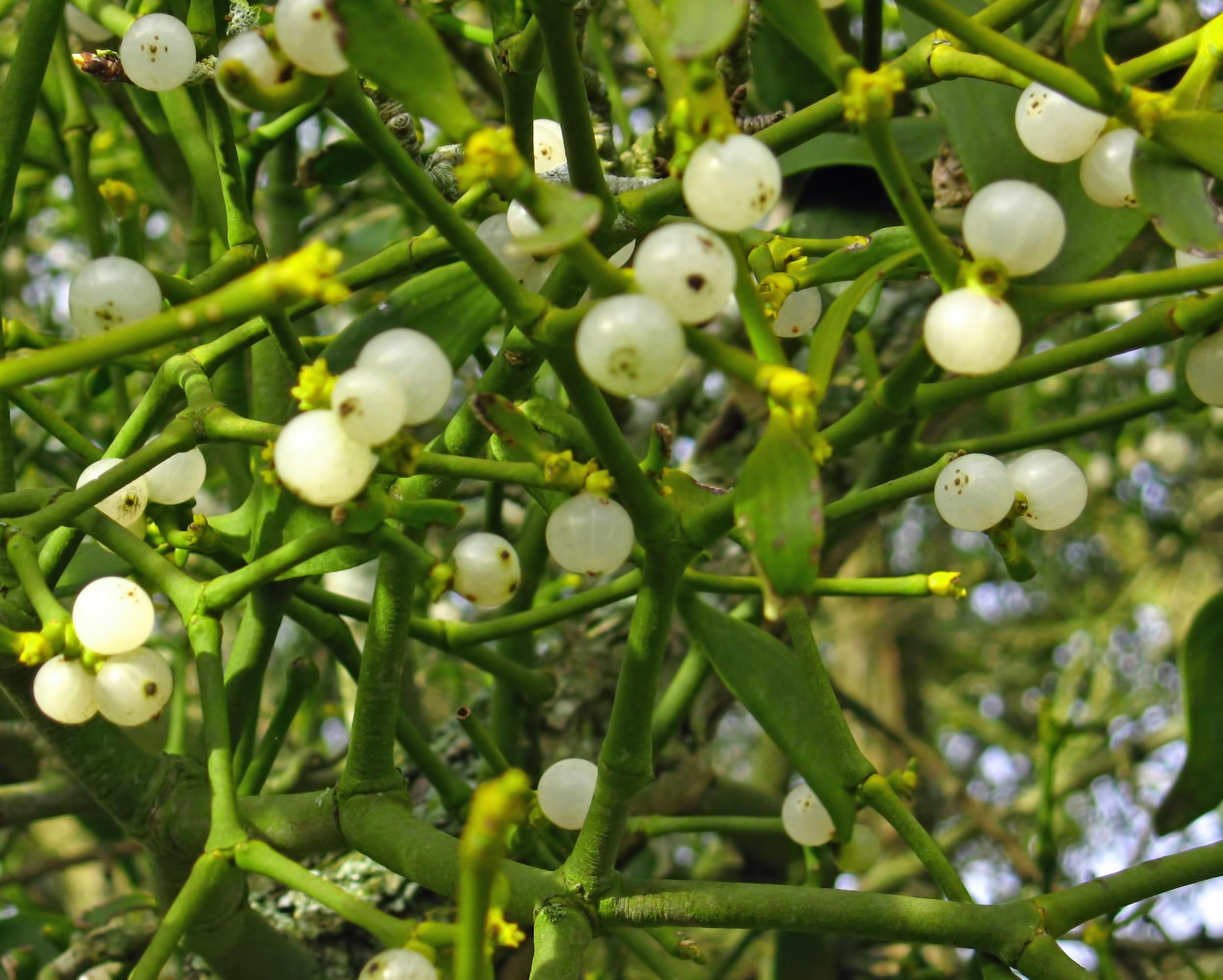
الهدال - الطب البشري الفسيولوجي يرى أن حصادها عند محاذاة الكواكب سيؤدي إلى علاج السرطان

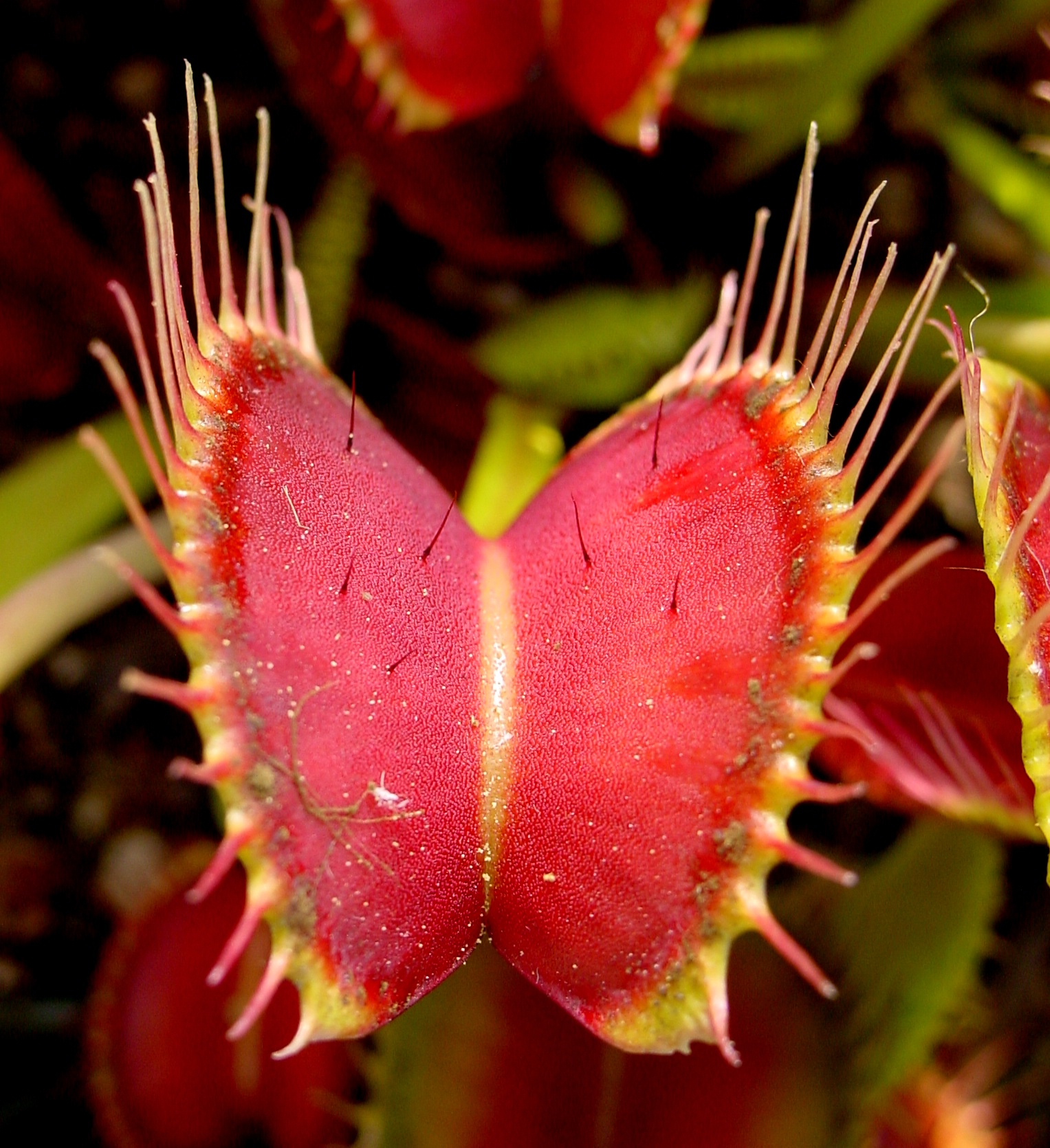
فينوس صائدة الذباب - تم الترويج لمستخلصه كعلاج لسرطان الجلد

- Actaea racemosa (أو كوهوش السوداء)   - نبات مزهر يصنع منه مكملات غذائية يتم الترويج لها من أجل خصائصها الصحية. وفقًا لـبحث السرطان في المملكة المتحدة، «لا تدعم الأدلة العلمية المتاحة الادعاءات بأن كوهوش الأسود فعال في علاج السرطان أو الوقاية منه».[50]
- نبات الصبار   - جنس من النباتات النضرة المزهرة الأصلية في أفريقيا. وفقًا لأبحاث السرطان في المملكة المتحدة، يتم تصنيع منتج قاتل محتمل يسمى T-UP من الألوة المركزة، ويتم الترويج له كعلاج للسرطان. يقولون «لا يوجد حاليًا أي دليل على أن منتجات الصبار يمكن أن تساعد في منع أو علاج السرطان لدى البشر».[51]
- اميجادلين (أحيانًا يسمي الاسم التجاري Laetrile)   - تم تعزيز جليكوسيد كعلاج للسرطان. ومع ذلك، فقد وجد أنها غير فعالة وسامة؛ وقد تم وصف الترويج لها على أنها «الأكثر سلاسة، والأكثر تطوراً، وبالتأكيد الأكثر دعاية للسرطان الدجال في التاريخ الطبي.» [52]
- Andrographis paniculata   - عشب يستخدم في طب الايورفيدا، ويتم الترويج له كمكمل غذائي للوقاية من السرطان وعلاجه. ذكر مركز ميموريال سلون كيترينج للسرطان أنه لا يوجد دليل على أنه يساعد في منع أو علاج السرطان.[53]
- افيلوز (تسمى أيضًا نبات الناري، شجرة قلم رصاص   -وهي شجيرة عصارية موطنها أجزاء من أفريقيا وأمريكا الجنوبية. في النسغ يتم الترويج لها كعلاج للسرطان، ومع ذلك، وفقا لجمعية السرطان الأمريكية، وتشير الدراسات إلى أن «النسغ» أفيلوز «قد يكون في الواقع قمع نظام المناعة، وتعزيز نمو الورم، ويؤدي إلى تطوير أنواع معينة من السرطان».[54]
- علاجات زهرة باخ   - المستحضرات التي ابتكرها إدوارد باخ (1886–1936) حيث يتم تخفيف كميات ضئيلة من المواد النباتية في خليط من الماء والبراندي. وفقًا لأبحاث السرطان في المملكة المتحدة، يتم الترويج لعلاجات الزهور في بعض الأحيان على أنها قادرة على تعزيز جهاز المناعة، ولكن «لا يوجد دليل علمي يثبت أن علاجات الزهور يمكن أن تتحكم في أي نوع من الأمراض، بما في ذلك السرطان» أو تعالجه أو تمنعه.[55]

- القنب   - يستخدم كدواء ترفيهي وطبي. فالمواد الكيميائية المشتقة من القنب على نطاق واسع بحثت عن التأثير المحتمل لمكافحة السرطان وبينما كان هناك الكثير من العمل مختبر، والمطالبات التي القنب ثبت لعلاج السرطان هي   - وفقًا لأبحاث السرطان في المملكة المتحدة   - «مضللة للغاية».[56] يشير المعهد الوطني الأمريكي للسرطان إلى أن «القنب غير معتمد من قِبل إدارة الغذاء والدواء الأمريكية لعلاج أي أعراض مرتبطة بالسرطان أو آثار جانبية لعلاج السرطان».[57]
- كانسيما (تسمى أيضًا المرهم الأسود)   - نوع من المعجون أو الكبس غالباً ما يتم الترويج له كعلاج للسرطان، خاصة لسرطان الجلد. وفقًا لجمعية السرطان الأمريكية، لا يوجد دليل على أن هذا الكحوليات فعال في علاج السرطان، ويمكن أن يكون ضارًا، ويسبب الحروق والتشوه.[58]

- الفليفلة   - الاسم الذي يطلق على مجموعة من النباتات في عائلة الباذنجان، والمعروفة جيدًا بإنتاج الفلفل الحار الساخن مثل الفلفل الحار والهالبينو. ويتم الترويج لعدد من المنتجات القائمة على الفليفلة، بما في ذلك الشاي والكبسولات، لفوائدها الصحية، بما في ذلك علاج السرطان المزعوم. ومع ذلك، وفقًا لجمعية السرطان الأمريكية، «لا تدعم الأبحاث العلمية المتاحة ادعاءات فعالية الفليفلة أو مكملات الفلفل الكاملة في منع أو علاج السرطان في هذا الوقت».[59]
- كاركتول   - مكمل غذائي عشبي مصنوع من أعشاب الايورفيدا. لقد تم تسويقه بقوة في المملكة المتحدة كعلاج للسرطان، ولكن لا يوجد دليل على فعاليته.[60]
- الكسافا   - هي شجيرة خشبية موطنها أمريكا الجنوبية، جذرها مادة غذائية غنية بالكربوهيدرات. تم تعزيز جذر الكسافا كعلاج للسرطان. ومع ذلك، وفقًا لجمعية السرطان الأمريكية، «لا يوجد دليل علمي مقنع على أن الكسافا أو التابيوكا فعال في الوقاية من السرطان أو علاجه».[61]
- زيت الخروع   - زيت مصنوع من بذور نبات زيت الخروع. تم الادعاء بأن تطبيقه على الجلد يمكن أن يساعد في علاج السرطان. ومع ذلك، وفقًا لجمعية السرطان الأمريكية، «لا تدعم الأدلة العلمية المتاحة الادعاءات بأن زيت الخروع على الجلد يعالج السرطان أو أي مرض آخر.» [62]
- Chaparral (أو حشيشة الشحم)   - نبات يستخدم لصنع علاج عشبي يباع كعلاج للسرطان. تنص شركة أبحاث السرطان في المملكة المتحدة على ما يلي: «لا نوصي بأن تتناول دواءًا لعلاج أو منع أي نوع من أنواع السرطان.» [63]
- الكلوريلا   - نوع من الطحالب يتم الترويج له لخصائصه الصحية، بما في ذلك القدرة المزعومة على علاج السرطان. ومع ذلك، وفقا لجمعية السرطان الأمريكية، «الدراسات العلمية المتاحة لا تدعم فعاليتها في منع أو علاج السرطان أو أي مرض آخر في البشر».[64]

- إشنسا   - مجموعة من النباتات المزهرة العشبية في عائلة ديزي، يتم تسويقها كمكمل عشبي يمكن أن يساعد في مكافحة السرطان. وفقًا لـ بحث السرطان في المملكة المتحدة، "لا يوجد دليل علمي يثبت أن إشنسا يمكن أن يساعد في علاج السرطان أو الوقاية منه أو علاجه بأي شكل من الأشكال.[65]
- حمض يلاغيتش   - الفينول الطبيعي الموجود في بعض الأطعمة، خاصة التوت، والذي تم تسويقه على أنه قادر على منع وعلاج عدد من الأمراض البشرية، بما في ذلك السرطان. وفقا لجمعية السرطان الأمريكية، لم يتم إثبات مثل هذه الادعاءات.[66]
- شاي ايسياك   - شاي عشبي ممزوج تم ابتكاره في أوائل القرن العشرين وتم الترويج له كعلاج للسرطان. أدرجت إدارة الغذاء والدواء الأمريكية شاي ايسياك في قائمة «يجب تجنب المستهلكين لعلاجات السرطان الزائفة».[67]
- زنجبيل   - جذر نباتات من عائلة زنجيبر، والتوابل الشعبية في العديد من أنواع المطبخ. تم الترويج للزنجبيل كعلاج للسرطان لقدرته المفترضة على وقف نمو الورم. ومع ذلك، وفقا لجمعية السرطان الأمريكية، «الأدلة العلمية المتاحة لا تدعم هذا».[68]
- الجينسنغ   - نوع من النباتات المعمرة، يتم الترويج لجذره لقيمته العلاجية، بما في ذلك القدرة المزعومة على المساعدة في مكافحة السرطان. ومع ذلك، وفقًا لجمعية السرطان الأمريكية، «لا تدعم الأدلة العلمية المتاحة الادعاءات بأن الجينسنغ فعال في منع أو علاج السرطان في البشر».[69]
- المغذيات السكرية   - أنواع السكر المستخلصة من النباتات ؛ يتم تسويقها في الغالب في منتج يحمل اسم العلامة التجارية «أمبروتوز» بواسطة ماناتيك . ووفقًا لمركز ميموريال سلون كيترينج للسرطان، فقد تم «الترويج لهذه المنتجات بقوة لمرضى السرطان» على أساس أنها يمكن أن تساعد في تحسين صحة الخلايا وتعزيز جهاز المناعة، ولكن «الأدلة العلمية القوية لدعم هذه الادعاءات غير متوفرة».[70]
- نبات (خاتم الذهب )   - عشب من عائلة الحوذان يتم الترويج له لعلاج العديد من الحالات، بما في ذلك السرطان. وفقًا لجمعية السرطان الأمريكية، «لا تدعم الأدلة الادعاءات بأن الغولدنسيل فعال في علاج السرطان أو الأمراض الأخرى. يمكن أن يكون له آثار جانبية سامة، وقد تؤدي الجرعات العالية إلى الوفاة».[71]

- غوتو كولا   - نبات مستنقع موطن لأجزاء من آسيا وأفريقيا. يتم الترويج للمكملات المصنوعة منها كعلاج للسرطان. ولكن وفقًا لجمعية السرطان الأمريكية ، «لا تدعم الأدلة العلمية المتاحة ادعاءات فعاليتها في علاج السرطان أو أي مرض آخر في البشر».[72]
- العنب   - الفاكهة ، التي اشتهرت بتأثير مضاد للسرطان المفترض من قبل جوانا براندت (1876-1964) التي دافعت عن «حمية العنب»، وتم الترويج لها مؤخرًا في شكل مستخلص بذور العنب ووفقًا لجمعية السرطان الأمريكية ، «هناك القليل جدًا من الأدلة العلمية الموثوقة المتاحة في الوقت الحالي على أن شرب النبيذ الأحمر أو تناول العنب أو اتباع نظام العنب يمكن أن يمنع أو يعالج السرطان لدى البشر».[73]
- فطر تشاجا   - تم استخدام تشاجا كعلاج شعبي في روسيا وسيبيريا منذ القرن السادس عشر.[74] وفقا لمركز ميموريال سلون كيترينج للسرطان ، «لم تجر أي تجارب سريرية لتقييم سلامة وفعالية تشاجا للوقاية من الأمراض أو لعلاج السرطان أو أمراض القلب والأوعية الدموية أو مرض السكري». يحذرون من أن خلاصة الفطر يمكن أن تتفاعل مع أدوية أخرى.[75]
- عصير بلس   - مجموعة من المكملات الغذائية ذات العلامات التجارية تحتوي على خلاصة عصير الفاكهة والخضروات المركزة. في أكتوبر 2009، حذر باري ر. كاسيليث ، رئيس ورئيس قسم الطب التكاملي في مركز ميموريال سلون كيترينج للسرطان ، أنه في حين يتم الترويج لـ جوس بلس لمرضى السرطان بناءً على ادعاءات بتأثيرات مضادة للأكسدة ، إلا أنه لا ينبغي تناول المكمل من قبل المرضى لأنه يمكن أن يتداخل مع العلاج الكيميائي ، ولا ينبغي اعتباره بديلاً للفواكه والخضروات.[76]
- العصير (أو العلاج بالعصير)   - ممارسة استهلاك العصير المصنوع من الفاكهة والخضار النيئة. وقد ادعى أن هذا يجلب العديد من الفوائد مثل إبطاء الشيخوخة أو علاج السرطان ؛ ومع ذلك ، وفقًا لجمعية السرطان الأمريكية ، «لا يوجد دليل علمي مقنع على أن العصائر المستخلصة أكثر صحة من الأطعمة الكاملة».[77]
- كومبوتشا   - نوع من الشاي المخمر يدعي أنه يعالج مجموعة متنوعة من أمراض الإنسان بما في ذلك الإيدز والسرطان ، ومع ذلك ، فإن هذه الاستدامات المزعومة لا تدعمها الأدلة.[78] ارتبط استهلاك كومبوتشا بالتأثيرات الضارة بما في ذلك التهاب العضلات والتسمم والعدوى.[79] توفي شخص واحد على الأقل بعد تناول كومبوتشا ، ولكن لا يمكن ربط الوفاة على وجه التحديد بالشراب.[80]
- مانغوستين   - الفاكهة الأصلية لجنوب شرق آسيا والتي يتم الترويج لها على أنها «فاكهة فائقة» وفي منتجات مثل عصير زانجو لعلاج مجموعة متنوعة من الأمراض البشرية. وفقا لجمعية السرطان الأمريكية ، «لا يوجد دليل موثوق به على أن عصير مانغوستين ، هريس ، أو لحاء فعال كعلاج للسرطان في البشر».[81]
- حليب الشوك   - نبات كل سنتين ينمو في كثير من المواقع فوق الكلمة. تقول مؤسسة أبحاث السرطان في المملكة المتحدة أن حليب الشوك يتم الترويج له على الإنترنت بسبب قدرته المزعومة على إبطاء أنواع معينة من السرطان ، ولكن لا يوجد دليل جيد يدعم هذه الادعاءات.[82]
- الهدال   - نبات يستخدم في الطب البشري الفلسفي، تم اقتراحه كعلاج للسرطان من قبل رودولف شتاينر (1861-1925)، الذي اعتقد أنه بحاجة إلى الحصاد عندما أثرت محاذاة الكواكب بشكل كبير على فاعليتها. وفقا لجمعية السرطان الأمريكية ، «الأدلة المتوفرة من التجارب السريرية جيدة التصميم لا تدعم الادعاءات القائلة بأن الهدال يمكن أن يحسن طول أو نوعية الحياة».[83]

- حمضيات البكتين المعدل   - مادة مستخرجة كيميائياً من ثمار الحمضيات وتسويقها في شكل مكمل غذائي كعلاج لسرطان البروستاتا والأورام القتامية. وفقا لأبحاث السرطان في المملكة المتحدة ، «لم يثبت أن لديها أي نشاط في مكافحة السرطان لدى البشر».[84]
- العلاج بالكي   - الممارسة ، التي تستخدم بالتزامن مع الوخز بالإبر أو العلاج بالإبر ، لحرق الكوب المجفف المجفف بالقرب من المريض. وتعلق جمعية السرطان الأمريكية ، «الأدلة العلمية المتاحة لا تدعم الادعاءات بأن الكى فعال في منع أو علاج السرطان أو أي مرض آخر».[85]
- الفطر   - يتم الترويج له على الإنترنت باعتباره مفيدًا لعلاج السرطان. وفقًا لأبحاث السرطان في المملكة المتحدة ، «لا يوجد حاليًا أي دليل على أن أي نوع من أنواع الفطر أو خلاصة الفطر يمكن أن تقي أو تعالج السرطان».[86]
- النياندوم الدفلى - أحد أكثر نباتات الحدائق المزروعة سامة ، هو أساس خلاصة يتم الترويج لها لعلاج السرطان والأمراض الأخرى. وفقا لجمعية السرطان الأمريكية ، «حتى كمية صغيرة من الدفلى يمكن أن تسبب الموت»، و «لم تثبت فعالية الدفلى».[87]
- عصير النوني   - عصير مشتق من ثمار شجرة موريندا سيتريفوليا الأصلية في جنوب شرق آسيا وأستراليا ومنطقة البحر الكاريبي. تم الترويج لعصير النوني كعلاج للسرطان. ومع ذلك ، تقول جمعية السرطان الأمريكية «لا يوجد دليل سريري موثوق على أن عصير النوني فعال في منع أو علاج السرطان أو أي مرض آخر في البشر».[88]
- باو داركو   - شجرة غابات مطيرة كبيرة في أمريكا الجنوبية يتم الترويج لحاءها (الذي يتم تحضيره في بعض الأحيان إلى شاي " (لاباتشو) كعلاج للعديد من الأمراض ، بما في ذلك السرطان. وفقًا لجمعية السرطان الأمريكية ، "لا تدعم الأدلة المتوفرة من دراسات جيدة التصميم والرقابة هذه المادة كعلاج فعال للسرطان في البشر".[89]
- الخوخ الإفريقي   - مستخرج مصنوع من Prunus africana ، الخوخ الأفريقي. بعد الإثارة في نهاية القرن العشرين حول الإمكانات العلاجية له في علاج تضخم البروستاتا الحميد، وجدت الأبحاث اللاحقة أنه ليس له أي فائدة.[90]
- جذر الثعبان الهندي   - نبات يستخدم كأساس لعلاج عشبي يعتقد البعض أنه قد يعالج السرطان. وفقا لجمعية السرطان الأمريكية: «الأدلة العلمية المتاحة لا تدعم الادعاءات بأنه فعال في علاج السرطان [. . . ] كما أن له آثارًا جانبية خطيرة كثيرة ومن المرجح أن يزيد من خطر الإصابة بالسرطان.» [91]
- نفل المروج   - نوع أوروبي من البرسيم، يتم الترويج له كعلاج لمجموعة متنوعة من الحالات الصحية ، بما في ذلك السرطانات. وفقًا لجمعية السرطان الأمريكية ، «لا تظهر الأدلة السريرية المتاحة أن البرسيم الأحمر فعال في علاج أو منع السرطان أو أعراض انقطاع الطمث أو أي حالات طبية أخرى.» [92]
- البلميط المنشاري   - نوع من أشجار النخيل التي تنمو في جنوب شرق الولايات المتحدة. في استخراج تم الترويج لها باعتبارها سرطان البروستات الدواء. ومع ذلك ، وفقًا لجمعية السرطان الأمريكية ، «لا تدعم الدراسات العلمية المتاحة الادعاءات التي ترى أن البلميتو يمكن أن يمنع أو يعالج سرطان البروستاتا لدى البشر».[93]
- Seasilver   - مكمل غذائي مكلف مصنوع في الغالب من المستخلصات النباتية وتروج لها شركتان أمريكيتان. أدت المطالبات الباهظة لسلطاتها العلاجية إلى ملاحقة أصحاب الشركات وتغريمهم.[94] وفقًا لمركز ميموريال سلون كيترينج للسرطان ، «لم تظهر أي دراسات فعالية هذا المنتج المكلف».[95]

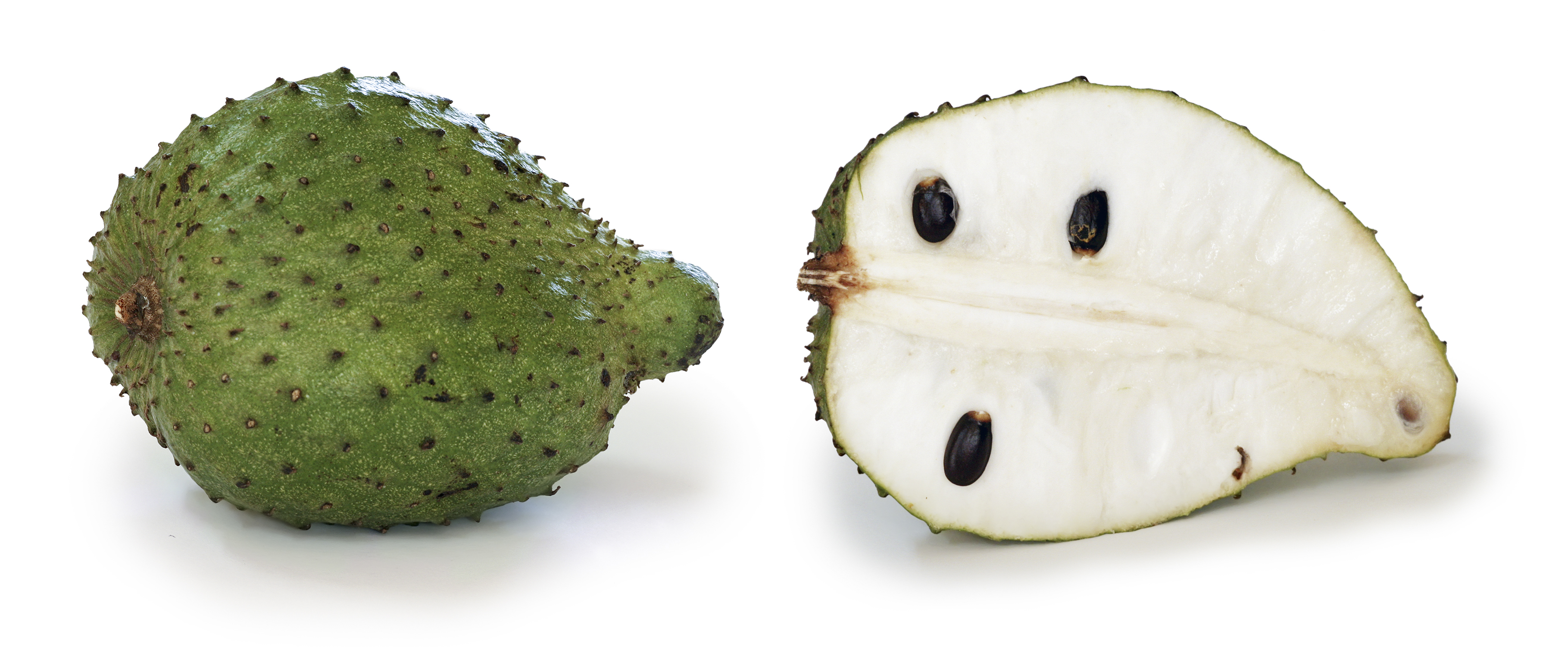
قشطة شائكة (أو الجرافيولا) - علاج غير فعال يتم الترويج له بشكل كبير على الإنترنت

- القشطة الشائكة - وفقًا لاستخلاص قشطة شائنة من لجنة التجارة الفيدرالية الأمريكية ، فمن بين المنتجات التي لا يوجد «دليل علمي موثوق به» على القدرة على «منع أو علاج أو علاج السرطان من أي نوع».[96]
- الجوز المقيء   - شجرة أصلية في آسيا ، يحتوي لحائها على الإستركنين . يتم الترويج له في مجال الأدوية العشبية كعلاج لمجموعة واسعة من الأمراض بما في ذلك السرطان وأمراض القلب. ومع ذلك ، لا يوجد دليل على أنها مفيدة لعلاج أي حالة.[97]
- أوكرانيا   - اسم العلامة التجارية لعقار (يسمى أحيانًا «بقلة الخطاطيف») مصنوع من الكليدونيوم ، وهو نبات في عائلة الخشخاش. يتم الترويج للدواء لسلطاته في إعطاء الصحة وقدرته على علاج السرطان ؛ ولكن وفقًا لجمعية السرطان الأمريكية ، «لا تدعم الأدلة العلمية المتاحة الادعاءات بأن مادة بقلة الخطاطيف فعالة في علاج السرطان لدى البشر».[98]
- أنكاريا تومينتوسا (أو مخلب القط)   - كرمة خشبية موجودة في الأدغال الاستوائية في أمريكا الجنوبية والوسطى ، والتي يتم الترويج لها كعلاج للسرطان والأمراض الأخرى. تقول جمعية السرطان الأمريكية: «الأدلة العلمية المتاحة أيضًا لا تدعم فعالية مخلب القط في منع أو علاج السرطان أو أي مرض آخر. يرتبط مخلب القط ببعض الآثار الجانبية الخطيرة ، على الرغم من أن مدى هذه الآثار غير معروف».[99]

- فينوس صائدة الذباب   - نبات آكل للحوم ، يتم الترويج لمستخلصه كعلاج لمجموعة متنوعة من الأمراض البشرية بما في ذلك سرطان الجلد. وفقًا لجمعية السرطان الأمريكية ، «لا تدعم الأدلة العلمية المتاحة الادعاءات التي تشير إلى أن مستخلص نبات فينوس صائدة الذباب فعال في علاج سرطان الجلد أو أي نوع آخر من السرطان».[100]
- عين الجمل   - بذور كبيرة صلبة صالحة للأكل. الجوز الأسود تم الترويج له كعلاج للسرطان على أساس أنه يقتل «طفيل» مسؤول عن المرض. ومع ذلك ، وفقًا لجمعية السرطان الأمريكية ، «لا تدعم الأدلة العلمية المتاحة الادعاءات القائلة بأن الأجسام من الجوز الأسود تزيل الطفيليات من السبيل المعوي أو أنها فعالة في علاج السرطان أو أي مرض آخر».[101]
- عشبة القمح   - غذاء مصنوع من حبوب القمح. وفقًا لجمعية السرطان الأمريكية ، على الرغم من أن بعض أبطال عشبة القمح يزعمون أنها يمكن أن «تقلص» أورام السرطان ، فإن «الأدلة العلمية المتاحة لا تدعم فكرة أن عشبة القمح أو حمية عشبة القمح يمكن أن تعالج الأمراض أو تمنعها».[102]
- اليام البري (أو اليام الصيني)   - أنواع اليام، التي تصنع جذورها في الكريمات والمكملات الغذائية التي يتم الترويج لها لمجموعة متنوعة من الأغراض الطبية ، بما في ذلك الوقاية من السرطان. تقول جمعية السرطان الأمريكية عن هذه المنتجات ، «الأدلة العلمية المتاحة لا تدعم الادعاءات بأنها آمنة أو فعالة.» [103]

## الإجراءات البدنية

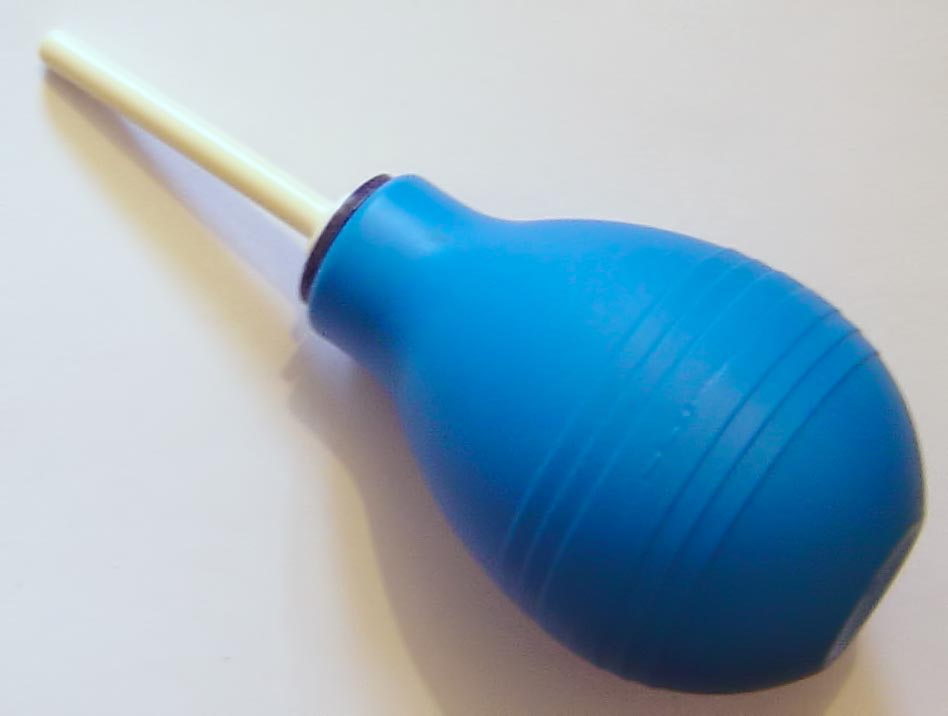
الحقنة المستقيمية - تظهر الحقن الشرجية في عدد من علاجات السرطان غير الفعالة مثل علاج جيرسون وتطهير القولون

- العلاج بالإبر   - الدعامة الأساسية للطب الصيني التقليدي ، يحاول الوخز بالإبر تنظيم تدفق الطاقة المفترضة داخل الجسم عن طريق إدخال إبر عبر الجلد في نقاط معينة محددة مسبقًا. على الرغم من وجود بعض الأدلة التي تشير إلى أن الوخز بالإبر قد يساعد في تخفيف بعض الأعراض المرتبطة بالسرطان ، مثل الآثار الجانبية للعلاج ، لا يوجد دليل يدعم الادعاءات بأن الوخز بالإبر علاج فعال للسرطان.[104]
- علم الحركة التطبيقي   - ممارسة تشخيص وعلاج المرض عن طريق لمس ومراقبة المرضى للكشف عن علامات ذات مغزى في العضلات. تم الادعاء بأنه في جلسة يمكن ملاحظة «مغفرة عفوية» للسرطان. ومع ذلك ، وفقًا لجمعية السرطان الأمريكية ، «لا تدعم الأدلة العلمية المتاحة الادعاء بأن علم الحركة التطبيقي يمكن أن يشخص أو يعالج السرطان أو أي مرض آخر».[105]
- العلاج بتقويم العمود الفقري   - معالجة العمود الفقري لعلاج العديد من الأمراض البشرية. وفقًا لجمعية السرطان الأمريكية ، «لا تدعم الأدلة العلمية المتاحة الادعاءات بأن العلاج بتقويم العمود الفقري يعالج السرطان أو أي مرض آخر يهدد الحياة».[106]
- العلاج القحفي العجزي   - علاج ابتكره جون أبلدغر في السبعينيات. , سيقوم ممارس بتدليك فروة رأس المريض اعتقادًا منه بأن تحديد موضع عظام الجمجمة بشكل دقيق يمكن أن يكون له تأثير عميق على صحتهم. ومع ذلك ، وفقًا لجمعية السرطان الأمريكية ، «لا تدعم الأدلة العلمية المتاحة الادعاءات بأن العلاج القحفي العجزي يساعد في علاج السرطان أو أي مرض آخر».[107]
- تطهير القولون   - ممارسة تطهير القولون باستخدام المسهلات والحقن الشرجية «لإزالة السموم» من الجسم. يتم تشجيع الحقن الشرجية على وجه الخصوص كعلاج للسرطان. وفقًا لجمعية السرطان الأمريكية ، «لا تدعم الأدلة العلمية المتاحة الادعاءات بأن علاج القولون فعال في علاج السرطان أو أي مرض آخر».[108]
- الحجامة   - إجراء تستخدم فيه الأكواب لخلق مناطق شفط على الجسم. على الرغم من مطالبة المؤيدين كعلاج بديل للسرطان ، إلا أن جمعية السرطان الأمريكية تقول «الأدلة العلمية المتاحة لا تدعم الادعاءات بأن الحجامة لها أي فوائد صحية».[109]
- العلاج بالرقص   - استخدام الرقص أو الحركة البدنية لتحسين الصحة الجسدية أو العقلية. تقول جمعية السرطان الأمريكية «تم إجراء عدد قليل من الدراسات العلمية لتقييم آثار علاج الرقص على الصحة والوقاية والتعافي من المرض. وتشير التقارير السريرية إلى أن العلاج بالرقص قد يكون فعالًا في تحسين احترام الذات وتقليل التوتر. كشكل من أشكال التمرين ، يمكن أن يكون العلاج بالرقص مفيدًا للجوانب الجسدية والعاطفية لجودة الحياة».[110] وجدت مراجعة كوكرين عددًا قليلاً جدًا من الدراسات لاستخلاص أي استنتاجات حول آثار العلاج بالرقص على النتائج النفسية أو الجسدية لدى مرضى السرطان.[111]
- تشميع الأذن   - تقنية طبية بديلة توضع فيها الشموع المضاءة في الأذنين من أجل تأثير علاجي مفترض. وقد تم الترويج لهذه الممارسة بادعاءات باهظة بأنها يمكن أن «تنقي الدم» أو «تشفي» من السرطان ، ولكن وزارة الصحة الكندية وجدت أنه ليس لها فائدة صحية ؛ ومع ذلك فإنه يحمل خطر الإصابة.[112]
- الجراحة النفسية   - خدعة ثقة في خفة اليد يتظاهر فيها الممارس بإزالة كتلة من الأنسجة (عادة أحشاء الحيوانات الخام التي يتم شراؤها من الجزار) من شخص. لم يتم العثور على أي دليل على فائدة موضوعية لأي حالة طبية.[113]
- العلاج بالطاقة   - إجراء قد ينظر فيه الممارس إلى المريض أو ينفخ عليه أو ينقر عليه ولمسه في محاولة للتأثير على «الطاقة» في جسده. على الرغم من وجود بعض الدلائل على أن جلسات الريكي تبعث على الاسترخاء وبالتالي قد تحسن الحالة العامة، وتقول مؤسسة أبحاث السرطان في المملكة المتحدة أنه «لا يوجد دليل علمي يثبت أن الريكي يمكن أن يمنع أو يعالج أو يعالج السرطان أو أي مرض آخر».[114]
- شياتسو   - نوع من الطب البديل يتكون من ضغط الإصبع والنخيل ، وتمتد ، وتقنيات التدليك الأخرى. وفقًا لـبحث السرطان في المملكة المتحدة ، «لا يوجد دليل علمي يثبت أن الشياتسو يمكن أن يعالج أو يمنع أي نوع من الأمراض ، بما في ذلك السرطان.» [115]

## الشفاء الروحي والعقلي

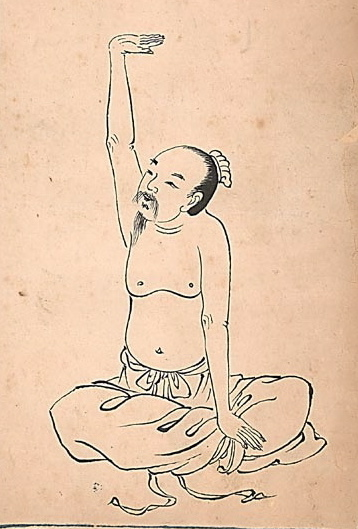
كيغونغ - نوع من التأمل مصحوب بحركات لطيفة

- الصور الموجهة للسرطان   - عن طريق محاولة علاج السرطان من خلال تخيله. وفقًا لجمعية السرطان الأمريكية ، «لا تدعم الأدلة العلمية المتاحة الادعاءات القائلة بأن الصور يمكن أن تؤثر على تطور السرطان أو تقدمه».[116]
- الشفاء الايماني   - محاولة علاج المرض بالوسائل الروحية ، غالبًا بالصلاة أو المشاركة في الطقوس الدينية. وفقا لجمعية السرطان الأمريكية ، «لا تدعم الأدلة العلمية المتاحة الادعاءات بأن شفاء الإيمان يمكن أن يعالج الأمراض الجسدية».[117]
- التنويم المغناطيسى   - استحثاث حالة ذهنية استرخاء عميق ومنتبه. ادعى بعض الممارسين أن التنويم المغناطيسي قد يساعد في تعزيز جهاز المناعة. ومع ذلك ، وفقًا لجمعية السرطان الأمريكية ، «لا تدعم الأدلة العلمية المتاحة فكرة أن التنويم المغناطيسي يمكن أن يؤثر على تطور السرطان أو تطوره».[118]
- التأمل (أيضًا التأمل التجاوزي واليقظه)   - ممارسات العقل والجسم التي يحاول فيها المرضى إتقان العمليات العقلية الخاصة بهم. وفقًا لجمعية السرطان الأمريكية بينما التأمل «قد يساعد في تحسين نوعية حياة المصابين بالسرطان»، «لا تشير الأدلة العلمية المتاحة إلى أن التأمل فعال في علاج السرطان أو أي مرض آخر.» [119]
- البرمجة اللغوية العصبية   - سلسلة من الأساليب السلوكية القائمة على العلاقات المفترضة المختلفة بين اللغة والعمليات العقلية. وقد تم الترويج للبرمجة اللغوية العصبية كعلاج لفيروس نقص المناعة البشرية / الإيدز والسرطان، ولكن مثل هذه الادعاءات ليس لديها دليل لدعمها.[120]
- العلاج النفسي المضاد للسرطان   - تقنية [121] تدعي أن "شخصية السرطان" تسببت في السرطان ، ويمكن علاجها من خلال العلاج بالكلام (على سبيل المثال علاج مركز سيمونتون للسرطان ، [122] بيرني سيجل "مرضى السرطان الاستثنائيون أو ديباك تشوبرا) الأدلة تفتقر إلى أن علاجات السرطان التي تباع أو تروج لها ديباك أن يكون لها أي قيمة.[123]
- كيغونغ   - ممارسة الحفاظ على حالة تأملية أثناء القيام بحركات جسدية لطيفة وسائلة ، في محاولة لتحقيق التوازن بين طاقة الحياة الداخلية. ولخصت مراجعة منهجية لتأثير تمارين كيغونغ على علاج السرطان إلى أن «فعالية كيغونغ في رعاية مرضى السرطان لا تدعمها حتى الآن الأدلة من التجارب السريرية الصارمة».[124]

## المواد الكيميائية الاصطناعية والمواد الأخرى

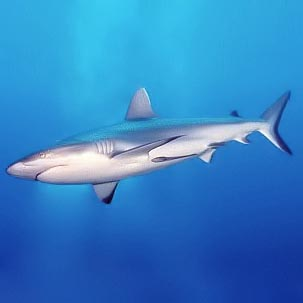
قد يُنظر إلى غضروف سمك القرش كعلاج للسرطان بسبب اعتقاد خاطئ بأن أسماك القرش لا تصاب بالسرطان.

- 714-س   - يطلق عليه أحيانًا «كلوريد ثلاثي ميثيل الكلورامين ثنائي الهبتان»، وهو خليط من المواد الكيميائية التي يتم تسويقها تجاريًا كعلاج للعديد من الأمراض البشرية ، بما في ذلك السرطان. ومع ذلك ، لا يوجد دليل علمي على أي تأثير مضاد للسرطان من 714-X.[125]
- العلاج بمضادات الأورام   - شكل من أشكال العلاج الكيميائي الذي تروج له عيادة بورزينسكي في ولاية تكساس بالولايات المتحدة. ولم تجد جمعية السرطان الأمريكية أي دليل على أن مضادات الأورام المضادة للأورام لها أي آثار مفيدة في السرطان ، وقد أوصت بأن الناس لا ينفقون المال على علاجات مضادات الأورام.[126]
- العلاج بالنحل - استخدام المنتجات المشتقة من النحل مثل العسل وسم النحل كعلاج. تم تعزيز العلاج لتأثيراته المضادة للسرطان. ولكن وفقًا لجمعية السرطان الأمريكية ، «لم تكن هناك دراسات سريرية على البشر تظهر أن سم النحل أو منتجات نحل العسل الأخرى فعالة في الوقاية من السرطان أو علاجه.» [127]
- علاج الخلايا السرطانية - صيغة معتمدة على (كريم) حاصلة على براءة اختراع. في صفحتهم الخاصة لم تتم الموافقة على CC Formula من قبل إدارة الغذاء والدواء .و يدعي المنتج لتعطيل دورة كريبس من الخلايا السرطانية.[128]
- كانسيل (وتسمى أيضًا بروتوسيل ، وصيغة شيريدان ، وجيمز عصير ، وحمض كروسينيك ، شبيبة -134، شبيبة -101، 126 – ف ، وإنتليف)   - صيغة تم الترويج لها كعلاج لمجموعة واسعة من الأمراض ، بما في ذلك السرطان. توصي جمعية السرطان الأمريكية ومركز ميموريال سلون كيترينج للسرطان بعدم استخدام الكانسيل ، حيث لا يوجد دليل على أنه فعال في علاج أي مرض ، وطريقة عمله المقترحة لا تتوافق مع العلم الحديث.[129][130]
- العلاج بالخلايا   - ممارسة حقن المواد الخلوية من الحيوانات في محاولة للوقاية من السرطان أو علاجه. على الرغم من أن استخدام العلاج بالخلايا من الإنسان إلى الإنسان له بعض الاستخدامات الطبية الراسخة ، فإن حقن المواد الحيوانية ، وفقًا لجمعية السرطان الأمريكية ، لا يدعمها أي دليل على الفعالية ، و «قد يكون مميتًا في الواقع».[131]
- كلوريد السيزيوم   - ملح سام ، يتم الترويج له كعلاج للسرطان (أحيانًا باسم «علاج درجة حموضة عالية»)، على أساس أنه يستهدف الخلايا السرطانية. ومع ذلك ، لا يوجد دليل يدعم هذه الادعاءات ، في حين تم الإبلاغ عن ردود فعل سلبية خطيرة. وتشمل هذه نقص بوتاسيوم الدم، اضطراب نظم القلب، السكتة القلبية الحادة.[132][133]
- العلاج عملية إزالة معدن ثقيل   - إزالة المعادن من الجسم عن طريق إعطاء عوامل مخلبية. يعد العلاج بالاستخلاب علاجًا مشروعًا للتسمم بالمعادن الثقيلة، ولكن تم الترويج له أيضًا كعلاج بديل للأمراض بما في ذلك السرطان. تقول جمعية السرطان الأمريكية: «الأدلة العلمية المتاحة لا تدعم الادعاءات بأنها فعالة في علاج حالات أخرى مثل السرطان. يمكن أن يكون العلاج بالاستخلاب سامًا ويمكن أن يتسبب في تلف الكلى وعدم انتظام ضربات القلب وحتى الوفاة».[134]
- علاج السيتوكين - ما يسمى العلاج المناعي مع ركيزة علاجية مصنوعة من السيتوكينات من دم مرضى السرطان.[135][136] مخترع هذه الطريقة هو نيكولاوس فالتر كلير ، طبيب الأمراض الجلدية، الذي مارسها في عياداته الخاصة في سالزبورغ وميونيخ.[137] وكان المرضى بشكل رئيسي من سلوفينيا وبولندا ودول شرق أوروبا الأخرى. يقال أن كليهر يدعي أن علاجه يؤدي إلى إطالة العمر.[138] وفقًا لمساعدات السرطان الألمانية ، فإن آلية العمل غير واضحة والفعالية السريرية للطريقة غير مثبتة.[139]